# Franz Josef Stendebach
Franz Josef Stendebach (* 24. Dezember 1934 in Bad Godesberg) ist ein deutscher Theologe und Alttestamentler. Er ist emeritierter Professor für Altes Testament an der Johann Wolfgang Goethe-Universität Frankfurt am Main und war von 1971 bis 1979 Direktor des deutschen Katholischen Bibelwerkes und von 1972 bis 1980 Vorsitzender des Exekutivkomitees der Catholic Biblical Federation, die damals World Catholic Federation for the Biblical Apostolate (WCFBA) hieß.

## Leben
Nach der Kindheit in Bad Godesberg besuchte Stendebach von 1945 bis 1952 als Externer das humanistische Gymnasium des Aloisiuskollegs und wurde Mitglied im Bund Neudeutschland. 1954 machte er das Abitur und trat der Ordensgemeinschaft der Oblaten (OMI) bei. Am 1. Mai 1958 legte er sein Ordensgelübde (Ewige Profess) ab. Das Theologiestudium erfolgte an der ordenseigenen Philosophisch-Theologischen Hochschule im Bonifatiuskloster in Hünfeld bei Fulda. Diese Hochschule wurde 1971 geschlossen. Nach dem Studium wurde Stendebach 1961 zum Priester geweiht und anschließend vom Orden zum vertiefenden Studium des Alten Testaments freigestellt. Er promovierte bei Gerhard Johannes Botterweck und nahm am Oberseminar von Martin Noth teil. Er schloss die Dissertation mit dem Thema „Theologische Anthropologie des Jahwisten“ im Jahr 1970 an der Universität Bonn ab. Am 1. März 1971 trat er als Nachfolger von Otto Knoch die Stelle des Direktors des Katholischen Bibelwerks in Stuttgart an. 1972 wurde er zum Chairman des Exekutivkomitees der World Catholic Federation for the Biblical Apostolate (WCFBA) gewählt, die 1990 in „Catholic Biblical Federation“ umbenannt wurde. 1982 verließ Stendebach aufgrund interner Streitigkeiten das Exekutivkomitee. Da der Orden der Oblaten (OMI) für seine Publikationsarbeit Stendebach als exegetischen Fachmann benötigte, beendete der Alttestamentler seine Tätigkeit beim Katholischen Bibelwerk und begann 1979 seine bis heute andauernde Mitarbeit in der Redaktion des Werkbuches für Liturgie und Predigt, „Gottes Wort im Kirchenjahr“. Zugleich nahm er eine umfangreiche Vortragstätigkeit in allen Gegenden des deutschen Sprachraums auf und übernahm regelmäßige Lehraufträge an der Universität Frankfurt am Main (heute: Katholische Theologie, Fachbereich 07). Dort wurde er auch zum Honorarprofessor für das Fach Altes Testament ernannt (1982) und als solcher im Jahr 2010 nach 30 Jahren Lehrtätigkeit emeritiert. Weitere Lehraufträge führten Stendebach auch nach Darmstadt, Saarbrücken und Vallendar. 35 Jahre lebte er im Oblatenkloster in Mainz und verbringt nun seinen Lebensabend in einem Seniorenheim der Ordensgemeinschaft in Hünfeld.